# Цыпкалов, Геннадий Николаевич
Генна́дий Никола́евич Цыпка́лов (21 июня 1973, Мальчевско-Полненская, Ростовская область — 24 сентября 2016, Луганск, Украина) — государственный и военный деятель подконтрольной России Луганской Народной Республики, премьер-министр ЛНР (26 августа 2014 — 26 декабря 2015). Герой Луганской Народной Республики (2022, посмертно).

## Ранние годы
Родился 21 июня 1973 года в слободе Мальчевско-Полненская Ростовской области. Через два месяца с родителями переехал в село Хрящеватое под Луганском, где и жил до последнего времени.
В 1988 году окончил 8 классов Хрящеватской средней школы, в 1991 году — Новосветловское ПТУ № 113 по специальности «машинист широкого профиля». Служил срочную в десантно-штурмовой бригаде ВДВ. В 1994 учредил автотранспортное предприятие ЛАН, с 1998 работал в КФХ «Терновое». Согласно трудовой книжке, запись: С 15 января 2001 года по февраль 2011 года водитель автомобиля ГАЗ-66 Луганского участка связи а с 8 февраля 2011 года переведён инженером Лисичанского цеха связи Полтавского ПТУС компании «Укртранснефть».
В 2009 году заочно окончил Восточноукраинский национальный университет.

## Участие в войне на Донбассе
Активный участник Антимайдана и штурма Луганского СБУ 6 апреля 2014 года. Был начальником штаба Объединённой армии Юго-Востока, затем первым заместителем «народного губернатора» Валерия Болотова и исполнял его обязанности во время ранения и последующего лечения 13—17 мая 2014 года.
В мае 2015 года в первую годовщину образования Луганской Народной Республики в эфире Lifenews мэр Лутугино Егор Русский поздравил с Днём образования Республики губернатора Луганской области Украины Геннадия Москаля, предложив ему политическое убежище и работу. Следом официально премьер-министр ЛНР Геннадий Цыпкалов, предложил Москалю работу дворника: «Я думаю, работу мы ему найдём — дворники нам тоже нужны».
С 26 августа 2014 — председатель Совета министров ЛНР. 6 октября был избран руководителем исполнительного органа Общественного движения «Мир Луганщине» (до 13 декабря). 26 декабря 2015 года заявил о своей отставке с поста премьера ЛНР, уступив его Козлову С. И.
После отставки с поста Премьер-министра ЛНР, работал советником главы ЛНР по вопросам военно-промышленного комплекса и заместителем председателя ОД «Мир Луганщине».

## Смерть и похороны
Задержан по делу о попытке совершения государственного переворота в сентябре 2016 года. 23 сентября 2016 года был найден повешенным в камере, по сведениям украинских СМИ, по мнению исследователей, а также по свидетельству экс-главы парламента ЛНР Алексея Карякина — был задушен с последующей инсценировкой самоубийства.
22 ноября 2017 года Министерство государственной безопасности ЛНР опубликовало видеозапись, на которой следователь Генеральной прокуратуры ЛНР Александр Олейник рассказывает о том, что участвовал в проведении судебно-медицинской экспертизы тела Цыпкалова, присутствовал на вскрытии его тела и видел следующее:

«Первичные результаты, те, которые не написаны на бумаге, просто переданы на словах, были таковы, что у Цыпкалова сломаны ребра по обеим сторонам тела и была асфиксия. Была на месте обнаружена петля на шее, странгуляционная борозда. А в выводах причиной смерти указали только асфиксию».
Похоронен 30 сентября 2016 года на Северном кладбище Ростова-на-Дону.

## Память
5 декабря 2017 года на здании Правительства ЛНР в Луганске в присутствии руководства ЛНР открыли мемориальную доску, надпись на которой сообщает, что в этом доме с 26 ноября 2014 года по 26 декабря 2015 года работал Цыпкалов. На церемонии присутствовал также вернувшийся в ЛНР Алексей Карякин.
В апреле 2018 года в ЛНР был выпущен блок почтовых марок «Они были первыми», посвящённый четвёртой годовщине взятия управления СБУ по Луганской области. В блок вошли марки с портретами Валерия Болотова и Геннадия Цыпкалова.
Хрящеватская основная школа № 35 получила имя первого председателя Совета министров Луганской Народной Республики Геннадия Николаевича Цыпкалова. 21 июня 2018 года на школе была открыта мемориальная доска.
15 сентября 2022 года Глава ЛНР Леонид Пасечник присвоил ему звание Героя Республики (посмертно).

## Семья
Жена Лилия Цыпкалова, дети: Анастасия Цыпкалова и Максим Цыпкалов.